# Коммодор, Майк
Майкл «Майк» Коммодор (англ. Mike Commodore; 7 ноября 1979, Форт Саскачеван, Альберта) — профессиональный канадский хоккеист, защитник.

## Биография
6 июля 2002 года обменян в «Анахайм Майти Дакс». 11 марта 2003 года обменян в «Калгари Флэймз». 29 июля 2005 года обменян в «Каролину Харрикейнз».
17 октября 2013 года подписал контракт с новичком Континентальной хоккейной лиги владивостокским «Адмиралом».

## Достижения
- Обладатель Кубка Стэнли, 2006 («Каролина Харрикейнз»)
- Чемпион мира по хоккею с шайбой 2007 года

## Статистика
```
                                            --- Regular Season ---  ---- Playoffs ----
Season   Team                        Lge    GP    G    A  Pts  PIM  GP   G   A Pts PIM
--------------------------------------------------------------------------------------
1997-98  U. of North Dakota          NCAA   29    0    5    5   74
1998-99  U. of North Dakota          NCAA   39    5    8   13  154
1999-00  U. of North Dakota          NCAA   38    5    7   12  154
2000-01  Albany River Rats           AHL    41    2    5    7   59  --  --  --  --  --
2000-01  New Jersey Devils           NHL    20    1    4    5   14  --  --  --  --  --
2001-02  Albany River Rats           AHL    14    0    3    3   31  --  --  --  --  --
2001-02  New Jersey Devils           NHL    37    0    1    1   30  --  --  --  --  --
2002-03  Calgary Flames              NHL     6    0    1    1   19  --  --  --  --  --
2002-03  Cincinnati Mighty Ducks     AHL    61    2    9   11  210  --  --  --  --  --
2002-03  Saint John Flames           AHL     7    0    3    3   18  --  --  --  --  --
2003-04  Calgary Flames              NHL    12    0    0    0   25  20   0   2   2  19
2003-04  Lowell Lock Monsters        AHL    37    5   11   16   75  --  --  --  --  --
2004-05  Lowell Lock Monsters        AHL    73    6   29   35  175  11   1   2   3  18
2005-06  Carolina Hurricanes         NHL    72    3   10   13  138  25   2   2   4  33
2006-07  Carolina Hurricanes         NHL    82    7   22   29  113  --  --  --  --  --
2007-08  Carolina Hurricanes         NHL    41    3    9   12   74  --  --  --  --  --
2007-08  Ottawa Senators             NHL    26    0    2    2   26   4   0   2   2   0
2008-09  Colambus Blue Jackets       NHL    81    5   19   24  100   4   0   0   0  18
2009-10  Colambus Blue Jackets       NHL    57    2    9   11   62  --  --  --  --  --
2010-11  Colambus Blue Jackets       NHL    20    2    4    6   44  --  --  --  --  --
2010-11  Springfield Falcons         AHL    11    0    2    2   20  --  --  --  --  --
2011-12  Detroit Red Wings           NHL    17    0    2    2   21  --  --  --  --  --
2011-12  Tampa Bay Lighting          NHL    13    0    0    0   17  --  --  --  --  --
2013-14  Admiral Vladivostok         KHL    27    2    2    4   20   4   1   1   2   6
---------------------------------------------------------------------------------------
        NHL Totals                        484   23   83  106  683  53   2   6   8  70

```